# Список керівників держав 1496 року
Список керівників держав 1496 року — це перелік правителів країн світу 1496 року.
Список керівників держав 1495 року — 1496 рік — Список керівників держав 1497 року — Список керівників держав за роками

## Європа
- Англія
  - Король Англії — Генріх VII (1485—1509)
- Балканський півострів
  - Герцогство Архіпелагу — Interregnum до 1500
  - Зета (держава) — Джурадж IV Црноєвич (1490—1496); Стефан II Црноєвич (1496—1499)
  - Сербський деспотат — титулярний деспот Джордже Бранкович (1485—1497)
- Балтія
  - Велике князівство Литовське — Олександр Ягеллончик (1492—1506)
  - Дерптське єпископство — Дитріх V Гаке (1485—1498)
  - Езель-Вікське єпископство — Йоганн III Оргас (1492—1515)
  - Курляндське єпископство — Мартін Левітц (1473—1500)
  - Лівонський орден — ландмейстер — Вальтер фон Плеттенберг (1494—1535)
  - Ризьке архієпископство — Міхаель Гільдебранд (1484—1509)
  - Держава Тевтонського ордену — великий магістр — Йоганн фон Тіфен (1489—1497)
- Білорусь
  - Кобринське князівство — Анна Семенівна (1491—1516)
- Ірландія
  - Айргіалла — Аод Ог мак Аода Руайд (1485—1496); Бріан мак Реамойнн (1496—1497)
  - Десмонд —Тадг Ліах Мак Карті (1469—1503)
  - Тір Еогайн — Ейнрі Ог мак Ейнрі (1493—1498)
  - Томонд — король Конхобар на Шрона О'Бріан (1466—1496); Тойрделбах Оґ О'Бріан (1496—1498)
- Італія
  - Венеційська республіка — дож Агостіно Барбаріго (1486—1501)
  - Графство Гвасталла — Акілле Тореллі (1494—1522)
  - Мантуанське герцогство — маркіз Франческо II Гонзага (1484—1519)
  - Міланське герцогство — Людовіко Сфорца (1494—1500)
  - Мірандола (герцогство) (Ducato della Mirandola) — Галеотто I Піко делла Мірандола (1467—1499)
  - Герцогство Масси і Каррари — Альберіко II Маласпіна (1481—1519)
  - Герцогство Модени і Реджо — Ерколе I д'Есте (1471—1505)
  - Маркграфство Монферрат — Вільгельм IX Палеолог (1493—1518)
  - Неаполітанське королівство — Фердинанд II (1495—1496); Фредерік I (1496—1501)
  - Салуццо (маркграфство) — Лодовіко II (1475—1487; 1490—1504)
  - Сардинське королівство — Фернандо II (1479—1516)
  - Королівство Сицилія — Фернандо II (1479—1516)
  - Сора (герцогство) — Джованні делла Ровере (1475—1501)
  - Принц-єпископство Тренто — Удальріко Ліхтенштейн (1493—1505)
  - Урбіно (герцогство) — Гвідобальдо да Монтефельтро (1482—1508)
  - Феррарська сеньйорія — Ерколе I д'Есте (1471—1505)
  - Маркграфство Фінале — Альфонсо I дель Карретто (1482—1499)
- Кавказ
  - Картлі — Костянтин II (1490—1505)
  - Гурійське князівство — Гіоргі II Гурієлі (1483—1512)
  - Самцхе-Саатабаго — Кваркваре II Джакелі (1452—1498)
  - Кахетинське царство — Олександр I (1476—1511)
- Німеччина
  - Герцогство Австрія — Максиміліан I (1493—1519)
  - Князівство Ангальт — Ангальт-Цербст (князівство) — Адольф (1480—1508); Ангальт-Дессау — Ернст (1474—1516; з братами); Ангальт-Кетен — Філіп (1475—1500)
  - Ансбах (князівство) — Фрідріх I (1486—1515)
  - Баварсько-Мюнхенське герцогство — Альбрехт IV (1463—1503)
  - Баденське маркграфство — Христоф I (1475—1515)
  - Байройт (князівство) — Фрідріх I (1495—1515)
  - Берг (герцогство) — Вільгельм (1475—1511)
  - Берхтесгаден (пробство) — Ульріх ІІ Пернауер (1486—1496); Бальтазар Хірскауер (1496—1508)
  - Маркграфство Бранденбург — курфюрст Йоган Цицерон (1486—1499)
  - Герцогство Брауншвейг-Люнебург — Генріх ІІІ Середній (1471—1520)
  - Принц-єпископство Бріксен — Мельхіор фон Мекау (1489—1509)
  - Вадуц (графство) — Людвіг II (1488? — 1504)
  - Вюртемберг (герцогство) — герцог Ебергард І (1495—1496); Ебергард ІІ (1496—1498)
  - Вюрцбург (принц-єпископство) — Лоренц фон Бібра (1495—1519)
  - Гессен (ландграфство) — Вільгельм II (1493—1509)
  - Гессен-Марбург — Вільгельм III (1483—1500)
  - Геттінген (князівство) — Фрідріх III (1471—1520)
  - Принц-єпископство Гільдесгайм — Бертольд II Ландсберзький (1481—1502)
  - Гольштейн-Піннеберг — Ото III Шаумбурзький (1492—1510)
  - Гоя (графство) (Grafschaft Hoya) — Гойя-Гойя — Отто VII (1451—1497); Гойя-Ніенбург — Йобст I (1466—1497)
  - Архієпископ Зальцбургу — Леонхард фон Кейчах (1495—1519)
  - Зіммерн-Цвайбрюккен — пфальцграф Александр (1490—1514)
  - Каммін (єпископство) — Бенедикт (1485—1495/1498)
  - Герцогство Каринтія — Максиміліан I (1493—1519)
  - Кельнське курфюрство — Герман IV (1475—1508)
  - Кенігсегг (Königsegg) — барон Марквард (1470—1500)
  - Клеве (герцогство) — Йоганн II (1481—1521)
  - Констанц (князівство-єпископство) — Томас Берловер (1491—1496); Хуго фон Хоенланденберг (1496—1529)
  - Курпфальц — Філіп (1476—1508)
  - Ландсгут-Баварське герцогство — Георг (1479—1503)
  - Ліппе-Детмольд — Бернард VII (1429—1511)
  - Любекське князівство-єпископство — Дітріх II Арндес (1492—1506)
  - Архієпископ Майнца Бертольд фон Хеннеберг (1484—1504)
  - Марк (графство) — Йоганн II (1481—1521)
  - Мекленбург-Шверін — Магнус II Мекленбурзький (1477—1503)
  - Нассау-Саарбрюккен — граф Йоганн Людвіг фон Нассау-Саарбрюкен (1472—1545)
  - Графство Ольденбург — Адольф (1482—1500)
  - Падерборнське князівство-єпископство — Симон II цур Ліппе (1463—1498)
  - Герцогство Померанія — Богуслав X (1474—1523)
  - Равенсберг (графство) — Вільгельм (1475—1511)
  - графство Рітберг — Йоганн I (1472—1516)
  - Саксен-Лауенбург — Йоганн V (1463—1507)
  - граф Тиролю — Максиміліан I (1490—1519)
  - Фельденц (графство) — Александр (1489—1514)
  - Хахберг-Заузенберг — Філіп (1487—1503)
  - Герцогство Штирія — Максиміліан I (1493—1519)
  - Юліх-Берг — герцог Вільгельм (1475—1511)
- Піренейський півострів
  - Королівство Арагон — Фернандо II (1479—1516)
  - Королівство Португалія — король Мануел I (1495—1521)
  - Королівство Наварра — Катерина I (1483—1517)
- Польща — Ян I Ольбрахт (1492—1501)
  - Бжезьке князівство — Людмила з Подебрад (1488—1503)
  - Битомське князівство — до 1498 — в складі земель Чеської корони
  - Варшавське князівство (середньовічне) — Конрад III Рудий (1488—1503)
  - Герцогство Заган — Альбрехт III (1472—1500)
  - Зембицьке князівство — Йіндржих I з Подебрад з братами (1472—1498)
  - Козленське князівство — до 1509 — у складі земель Чеської корони
  - Любінське князівство — у складі Легницького князівства (1488—1505)
  - Немодлінське князівство — Микола II Немодлінський (1476—1497)
  - Олесницьке князівство — Йіндржих I з Подебрад (1495—1498)
  - Опавське князівство — Янош Корвін (1485—1501)
  - Сцинавське князівство — Казимир II Цешинський (1493—1528)
  - Легницьке князівство — Георг I Бжезький (1495—1505; з братом)
  - Опольське князівство — Ян II Добрий (1476—1521)
  - Тешинське герцогство — Казимир II Цешинський (1477—1523)
  - Черське князівство — Конрад III Рудий (1471—1503)
- Астраханське ханство — Абдул-Керім (1495—1504)
- Велика Орда — Шейх-Ахмад (1494—1502)
- Касимовське ханство — Нур-Девлет (1486—1498)
- Велике князівство Московське — Іван III Васильович (1462—1505)
- Велике князівство Пермське — Матвій I Михайлович (1481—1505)
- Велике князівство Рязанське — Іван Васильович (1483—1500)
- Углицьке князівство — перерва до 1506
- Казанське ханство — Мухаммед-Амін (1487—1496); Мамук (1496—1497)
- Румунія; Молдова
  - Волощина — господар Раду Великий (1495—1508)
  - Молдавське князівство — Штефан III (1457—1504)
- Скандинавія
  - король Данії — Юган (1481—1513)
  - Король Норвегії Юган (1481—1513)
  - Швеція — Стен Стуре Старший (1470—1497)
- Угорське князівство — король Владислав II Ягеллончик (1490—1516)
- Україна —
  - Дубровицьке князівство — Гольшанський Олександр Юрійович (1481—1511)
  - Сіверське князівство — Василь Іванович Шем'ячич (після 1471—1508)
  - Кримське ханство — Менґлі I Ґерай (1478—1515)
- Королівство Франція — Карл VIII Люб'язний (1483—1498)
  - Герцогство Бар — Рене II Лотарінгський (1480—1508)
  - Бретонське герцогство — Анна I (1488—1514)
  - Бурбон (герцогство) — П'єр II (1488—1503)
  - Гельдерн (графство) — Карл (1492—1538)
  - Голландія — Філіп I Вродливий (1494—1506)
  - Графство Ла Марш — П'єр II Бурбон (1477—1503)
  - Люксембург (герцогство) — Філіп I Вродливий (1482—1506)
  - Льєзьке єпископство — Жан IX ван Горн (1482—1506)
  - Монбельяр (графство) — Еберхард V Бородатий (1482—1496); Ебергард II (1496—1498)
  - Монако — Жан II (1494—1505)
  - Оранж (князівство) — Жан IV де Шалон-Арле (1475—1502)
  - Савойське герцогство — Карло II (1490—1496); Філіпп II (1496—1497)
  - Графство Фуа — Жан де Фуа (1483—1500)
- Король Богемії (Чехія) — Владислав II Ягеллончик (1471—1516)
- Шотландія
  - Король Шотландії — Яків IV (1488—1513)
- Святий Престол; Папська держава — папа римський — Олександр VI (1492—1503)
- Вселенський патріарх — Максим IV Константинопольський (1490/1491-1497)

## Азія
- Близький Схід
  - Мамелюцький султанат — Кайтбей (1468—1496); Мухаммад II ан-Насір (1496—1498)
  - Дулкадір (бейлик) — Алауддевле Бозкурт (1479—1515)
  - Рамазаногуллари — Ібрагім II (1480—1510)
  - Османська імперія — Баязид II (1481—1512)
  - Джабридський емірат — Аджвад ібн Заміль (1463—1496)
  - Шаріфат Мекки — Аль-Аділ Мухаммад (1455—1497)
  - Тахіриди (Ємен) — аль-Малік аз-Зафір Салах ад-Дін Амір II ібн Абд аль-Ваххаб (1489—1517)
- Персія; Середня Азія
  - Ак-Коюнлу — Султан-Рустем (1492? — 1497)
  - Держава Ширваншахів — Фаррух Ясар (1465—1500)
  - емір Хорасану Султан-Байсонкур Мірза (1495—1497)
- Індія і Шрі-Ланка
  - Аділ-шахи — Юсуф Аділ-шах (1490—1510)
  - Ахмеднагарський султанат — Малік Ахмад Нізам-шах I (1490—1510)
  - Ахом — Супімфаа (1493—1497)
  - Бахмані — Махмуд-шах Бахмані (1482—1518)
  - Бенгальський султанат — Ала ад-дін Хусейн-шах (1494—1519)
  - Берарський султанат — Фатхулла Імад-уль-Малк (1490—1504)
  - Віджаянагарська імперія — Нарасімхарая II (1491—1505) і регент Нарасанаяка Тулува (1491—1503)
  - Гаджапатське царство — Пурушоттама Дева (1467—1497)
  - Гархвал (держава) — Бахадур Шах (1473—1498)
  - Гуджаратський султанат — Махмуд-шах I Бегара (1458—1511)
  - Делійський султанат — Сікандар Лоді (1489—1517)
  - Джайпур (князівство) — Чандрасена (1453—1502)
  - Джайсалмер (князівство) — Девідас Сінгх (1457—1497)
  - Джодхпур (князівство) — Суджа (1491—1515)
  - Канді (королівство) — Сенасаммата Вікрамабаху (1469—1511)
  - Кашмірський султанат — Мухаммед-шах (1493—1505)
  - Майсур (князівство) — Чамараджа Водеяр II (1478—1513)
  - Малавський султанат — Гійяс-уд-дін-шах (1469—1500)
  - Династія Малла — Ратна Малла (1482—1520)
  - Мевар (князівство) — Раймал Сінґх (1473—1509)
  - Мустанг (королівство) — Таглам Таспаду (1489? — ?)
  - Хандеський султанат — Міран Аділ-хан II (1457—1503)
  - Джафна (держава) — Сінгай Парарасасегарам (1478—1519)
  - Котте (королівство) — Паракрамабаху VIII (1484—1518)
  - Династія Самма — Джам Нізамуддін II (1461—1508)
- Індонезія; Південно-Східна Азія
  - Султанат Ачех — Алі Мугаят Шах (1496? — 1530)
  - Аюттхая (королівство) — Раматхібоді II (1491—1529)
  - Брунейська імперія — Болкіах (1485—1524)
  - Гантаваді — Бінья Ран II (1492—1526)
  - Демак (султанат) — Раден Патах (1475—1518)
  - Династія Ле — Ле Тхань Тонг (1459/1460-1497)
  - Ланна (держава) — Кео (1495—1525)
  - Лансанг — Сомпху (1495—1500)
  - Пагаруюнг — Шрі Рамаварна (1470—1500)
  - Маджапагіт — Бравіджайя VII (1489—1527)
  - Муанг Мао — Сі Луфа (1480—1500)
  - Могн'їн (князівство) — Нсо Луі Хпа (1486—1519)
  - Ава (М'янма) — Тхіхатхура II (1485? — 1501)
  - Малаккський султанат — Махмуд-Шах (1488—1511)
  - М'яу-У — Салінгату (1494—1502)
  - П'ї (царство) — Тадо Мінсо (1482—1527)
  - Сунда — Шрі Бадуга Махараджа (1482—1521)
  - Кедах (султанат) — Мухаммад Джива Зейнал Аділін I (1473—1506)
  - Пандуранга — Ван Абдул Кадір Ку Лей (1478—1510?)
  - Пасай — Адлуллах (1495—1506)
  - Султанат Сулу — Камаль-Уддін (1480—1519)
  - Тернатський султанат — султан Зайнал Абідін (1486—1500)
  - Тідорський султанат — Джамалуддін (1450—1512)
- Кхмерська імперія — Дамкат Соконтор (1494—1512)
- Накхонситхаммарат (держава) — Прая Понтепарат (1495—1497?)
- Китай; Монголія
  - Тибет — десі (регент-володар) — Цок'є Дордже (1491—1499)
  - Династія Мін — Чжу Ютан (1487—1505)
  - Династія Північна Юань — Даян-хан (1479—1517?)
- Окінава; Королівство Рюкю — Сьо Сін (1476—1526)
- Корея
  - Чосон — Йонсан-гун (1495—1506)
- Середня Азія і Сибір
  - Дербен-Ойрат — Буувей (1495—1530)
  - Казахське ханство — Бурундук-хан (1474—1511)
  - Мавераннахр — Султан-Махмуд Мірза (1494—1515)
  - Марашіян — Шамс ад-Дін (1492—1499)
  - Міхрабаніди — Султан Махмуд ібн Нізам ад-Дін Ях'я (1495—1537)
  - Ногайська орда — Муса-бей (1491—1502)
  - Сибірське ханство — Мухаммед Тайбуга (1495—1502)
  - Тюменське ханство — Агалак-хан (1496—1505)
- Японія — Імператор Ґо-Цутімікадо (1464—1500)

## Африка
- Адал — Мухаммад ібн Азгар ад-Дін (1487—1518)
- Аллада (держава) — Азотон (1495—1498)
- Бамум (держава) — мфон Монжу (1461—1498)
- Борну — Алі-Гаджи (1479? — 1503/1507)
- Буганда — Каїма (1494—1524)
- Варсангалі (султанат) — гараад Алі Дабле (1495—1503)
- Ваттасиди — Мухаммад аш-Шейх аль-Магді (1472—1504)
- Імперія Волоф — Букар Бійє-Сунгуле (1492—1527)
- Імператор Ефіопії — На'од (1494—1508)
- Заяніди — Абу Абдаллах IV (1470—1505)
- Кілва (султанат) — Аль-Фудаїл ібн Сулейман (1495—1499)
- Королівство Конго — Жуан I (1470—1509)
- Імперія Малі — Махмуд II (1481—1486/1496); Махмуд III (1496—1559)
- Мономотапа — мвене-мутапа Чікуйо Чисамаренгу (1494—1530)
- Нрі — Езе Нрі Аньямата (1464—1511)
- Мамелюцький султанат — Кайтбей (1468—1496); Мухаммад II ан-Насір (1496—1498)
- Салум — Мбеган Ндур (1493—1513)
- Імперія Сонгаї — Аскія Мохаммад I (1493—1528)
  - Імперія Фута Торо — Тенгелла (1490—1512)
- Хафсіди — Мухаммад V аль-Мутавакіль (1494—1526)

## Південна Америка
- Інки — Вайна Капак (1493—1527)

## Північна Америка
- Маяпанська ліга — Кокоми; Печ Коком (1483—1501)
- Імперія Пурепеча — Зуангуа (1479? — 1520)
- Ацтекський потрійний союз — Авіцотль (1486—1502)
- Тескоко (держава) — Незауалпілі (1472—1515)
- Тлакопан — Тотокіуатль II (1490—1520)
- Тутуль Шіу — Ах-Ц'ун Тутуль-Шіу (1485? — 1498)